# K2-314
K2-314 — одиночная звезда в созвездии Весов на расстоянии приблизительно 1059 световых лет (около 325 парсек) от Солнца. Видимая звёздная величина звезды — +11,428m. Возраст звезды оценивается как около 9 млрд лет.
Вокруг звезды обращается, как минимум, три планеты.

## Характеристики
K2-314 — жёлтая звезда спектрального класса G8IV-V. Масса — около 1,05 солнечной, радиус — около 1,71 солнечного, светимость — около 2,268 солнечной. Эффективная температура — около 5565 К.

## Планетная система
В 2020 году командой астрономов, работающих с фотометрическими данными в рамках проекта Kepler K2, было объявлено об открытии планет K2-314 b, K2-314 c и K2-314 d.